# Huis Van Gijn
Huis Van Gijn is een museum, gevestigd in twee monumentale panden aan de Nieuwe Haven te Dordrecht, in de Nederlandse provincie Zuid-Holland. Het hoofdgebouw is de voormalige woning van de naamgever, Simon van Gijn. Het museum is zo opgezet dat het lijkt alsof de tijd heeft stilgestaan en de bezoeker kan zien hoe het leven er honderd jaar en langer geleden uitzag.

In 2004 heeft het Prins Bernhard Cultuurfonds de Museumprijs toegekend aan dit museum. De jury was bijzonder onder de indruk van de ingetogen wijze waarop directie en staf enkele jaren geleden het museum hebben heringericht. In het juryrapport staat te lezen: 
Het huis ademt een sfeer alsof mr. Simon van Gijn ieder moment om de hoek van de kamer kan verschijnen, glas port in de ene hand en een tekening of gravure in de andere. Het museum geeft een uitstekende blik in het leven, de verzameldrang, de huishouding, de oude dag, de filosofie en het milieu van een rijke Dordtenaar. Het is daarmee niet alleen een ode aan Simon van Gijn zelf, maar veeleer ook aan een bepaald mens: de rijke verzamelaar.

## Simon van Gijn

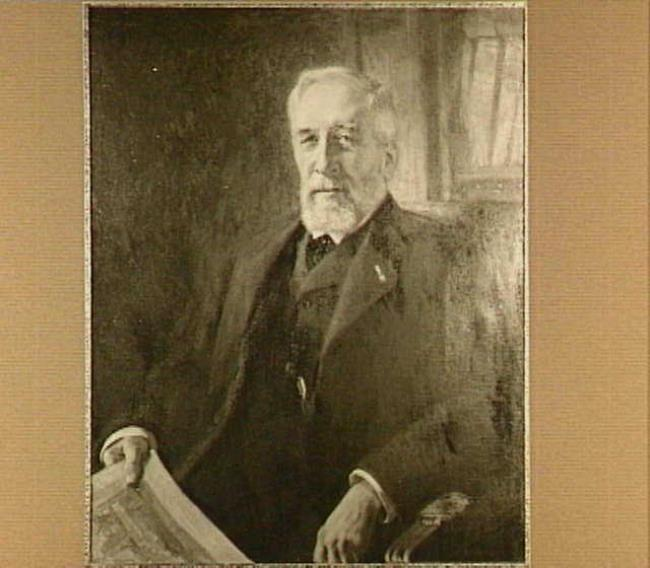
Simon van Gijn in 1911

Simon van Gijn (1836-1922) was van beroep bankier, maar bovenal verzamelaar. Hij had een brede belangstelling en kocht veel verschillende objecten die hem interesseerden: zilver, keramiek, prenten, maar ook meubels en speelgoed. Alles wat hij verzamelde kreeg een plaatsje in zijn huis. Zo creëerde hij tijdens zijn leven al een 'museum aan huis’, waar hij regelmatig bezoekers ontving. Hij is geboren in 1836 te Vlaardingen en stierf in 1922 te Dordrecht.

## Het museum
Tussen 1999 en 2001 is het museum grondig gerenoveerd.
De ingang van het museum verloopt via een naastgelegen pand. Na binnenkomst ziet de bezoeker objecten als:
- Porseleinen borden en schotels, behalve uit China en Japan ook Nederlands aardewerk met afbeeldingen van de Oranje-Nassau's.
- Antieke klokken
- Schilderijen en Vlaamse wandtapijten.
- Zilver

## Kamers

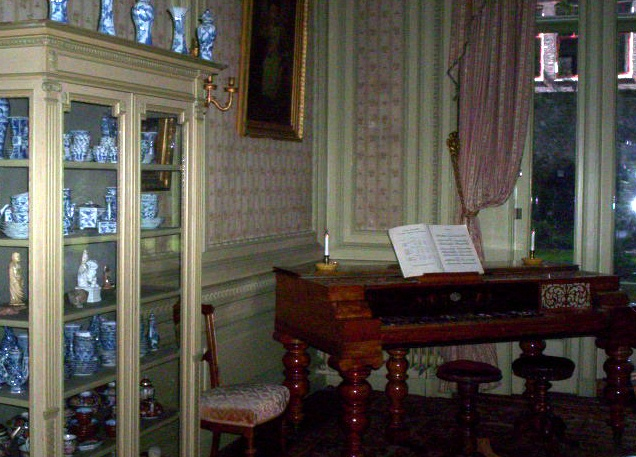
Tafelpiano uit de Tuinkamer.

De Zaal, een kamer ingericht in de stijl van Lodewijk XIV. Het interieur stamt van voor 1730, dus meer dan een eeuw voor Simon van Gijn. De vorige bewoners van het huis en hijzelf zorgden ervoor dat de kamer onveranderd bleef, en Van Gijn nam een clausule op in zijn testament waarin dit ook voor de toekomst werd gewaarborgd.
De Vriesendorpsalon, deze kamer was het domein van Cornelia Agatha Vriesendorp. Hier ontving mevrouw Van Gijn andere 'dames van stand'. Een bijzonderheid in deze kamer is de Spaans roze marmeren schoorsteenmantel die in 2001 gereconstrueerd is.
De Eetkamer. Van Gijn was een voornaam en graag gezien persoon in Dordrecht en ontving regelmatig gasten voor het diner. In 1886 liet hij de eetkamer verbouwen en inrichten naar 17e-eeuws voorbeeld met wand- en plafondschilderingen in Hollandse renaissancestijl.
De Tuinkamer, waar bewoners met hun gasten een kopje thee dronken of werd er piano gespeeld. Aan het plafond hing een gaskroon, 's avonds was er gelegenheid om een spelletje te doen of om wat te lezen. Er staat een vitrinekast uit 1886 van gelakt mahonie, het is het enige originele meubel in deze ruimte dat bewaard is gebleven.
Daarnaast is er een tafelpiano die rond 1840 vervaardigd is bij de Fa. Broedelet uit Utrecht. Deze piano stamt niet uit de boedel van Van Gijn, maar is later geschonken. Op dezelfde plaats heeft ook de piano van het echtpaar Van Gijn gestaan, net als nu met 2 krukken er voor zodat men quatre mains kon spelen.
Tijdens de grote verbouwing van 1886 werd aan de achtergevel van de Tuinkamer een serre bijgebouwd. Vanuit deze serre is er een goed uitzicht op de rozentuin die hij later liet aanleggen. Een tuinhuisje dat er stond is in dertiger jaren van de 20e eeuw afgebroken. Aan de hand van een foto uit 1904 is het tuinhuisje in 2004 tot in detail nauwkeurig gereconstrueerd.
De keuken. Deze grote ruimte is na de bouw van het huis in 1729 nauwelijks veranderd, alhoewel het fornuis en keukengerei wel van later tijd zijn. Bij de keuken bevindt zich een kleine provisiekamer waar ingemaakte groenten en vruchten bewaard werden. Via een klein trapje komt men in de kelder die gebruikt werd voor de opslag van wijn.

## Bovenverdieping
De gang op de 1e verdieping gebruikte Van Gijn destijds al om gedeelten uit zijn verzameling tentoon te stellen.
Naast de twee slaapkamers is er een bibliotheek en een studeerkamer met uitzicht op de Nieuwe Haven. Beide ruimtes zijn rond 1886 ingericht in de Hollandse renaissancestijl. Op deze verdieping bevindt zich ook de goudleerkamer met een compleet 17de-eeuws interieur uit een ander Dordts woonhuis.
Op de 2e verdieping was oorspronkelijk voor het personeel. De ruimtes zijn weer ingericht zoals het toen was, met onder meer en was- en droogruimte voor het personeel, een opbergkamer, slaapkamers en een prentenkamer.
De 3e verdieping, de Speelgoedzolder is de bovenste verdieping. Na het overlijden van Simon van Gijn in 1922 was er nog veel speelgoed uit zijn kinderjaren aanwezig in zijn huis, deze werden toegevoegd aan de verzameling speelgoed van de Vereeniging Oud-Dordrecht. Door schenkingen is deze collectie uitgegroeid tot een van de grootste speelgoedcollecties in Nederland. Te zien zijn onder andere poppenhuizen en blikken speelgoed van vroeger, waaronder een kleine kermis met een zweefmolen met lichtjes.